# DeepCool
DeepCool（ディープクール、中国語: 北京市九州风神科技股份有限公司）は、中華人民共和国北京市海淀区に所在する企業。CPUの冷却装置やPCケース、ATX電源などの開発を手がける。

## 歴史
1996年設立。中国・北京市に本社を、工場を広東省深圳市に置く。社名はチェスの世界的王者ガルリ・カスパロフを破ったIBM製スーパーコンピュータ「ディープ・ブルー」（ディープ・ブルー対ガルリ・カスパロフも参照）に由来している。2021年にはコーポレートアイデンティティ (CI) を一新。新しいロゴタイプはPC構成要素を表す四角形を並べたもので、自作PCユーザーの思いを表現するデザインとなっている。
日本では2000年代後半から製品が市場で見られるようになり、当初は低価格帯製品を中心としたラインナップであったが、その後投入された空冷CPUクーラー製品「ASSASSIN III」は高い冷却性能を有しながらも価格を1万円前後に収めたことで好評を博し、同社の知名度を向上させた。2021年「AS500」、2022年「AK400」と2年連続で価格.comプロダクトアワード CPUクーラー部門金賞を受賞。特に「AK400」は低価格帯製品としては高い冷却性能が評価されており、日本のCPUクーラー市場の勢力図を変えたとまで言われている。透明なパネルにより内部を見せるPCケースの流行に合わせ、白くカラーリングした製品や、虹色に光るイルミネーション機能を備えた製品を投入するなど、デザイン性の向上にも力を入れている。2022年上半期までは日本市場でシェアが低かった水冷クーラーも同年下半期から躍進を見せ、2023年上半期にはコルセアなどを抑えてのシェア1位 (25.6%) となった。
2024年、アメリカ合衆国連邦政府はDeepCoolに対し、同社がロシア企業2社に100万ドル以上の価値に相当する製品を販売したことを理由に制裁を課した。2022年ロシアのウクライナ侵攻に起因するもので、これにより同社製品はアメリカ市場から姿を消すこととなった。
また、日本のオフィス家具・PCメーカーのXENOVAは自社ブランドのPCに採用しているDeepCool製品について「製品を構成するブランドとしてコンプライアンス上相応しくないと判断したため」として在庫がなくなり次第取り扱いを終了すると発表した。購入済の製品および今後販売する製品についてはサポートを継続するが、修理およびアップグレードの際はDeepCool以外の製品に交換となるという。

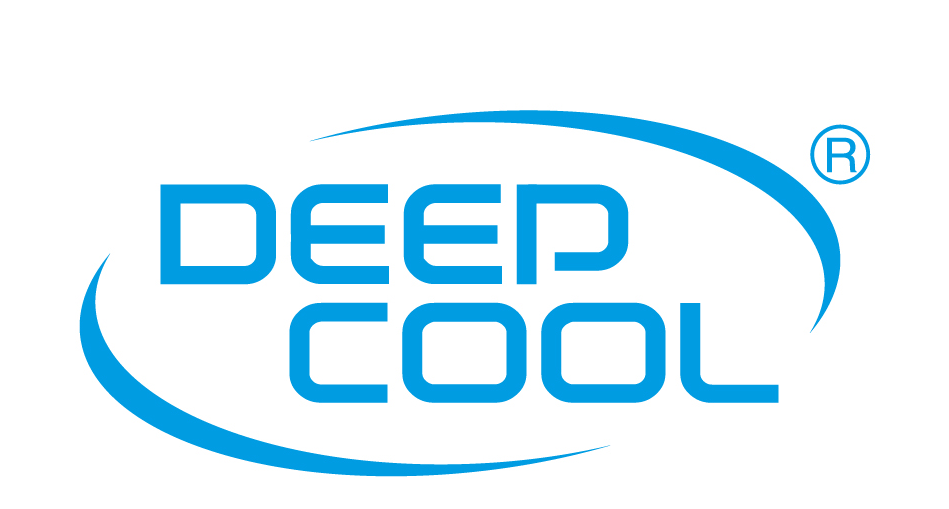
旧ロゴ
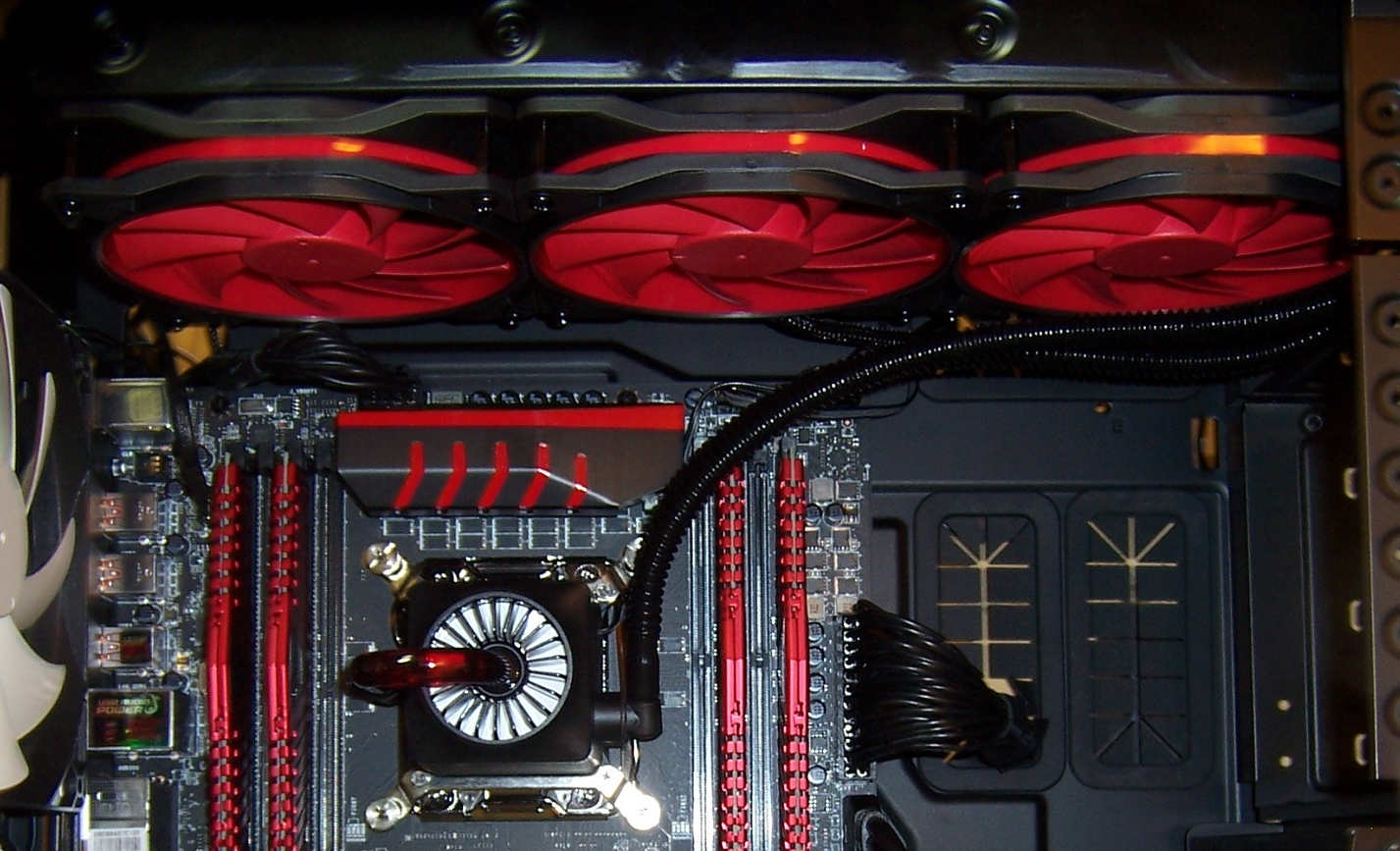
水冷CPUクーラー「Captain 360」
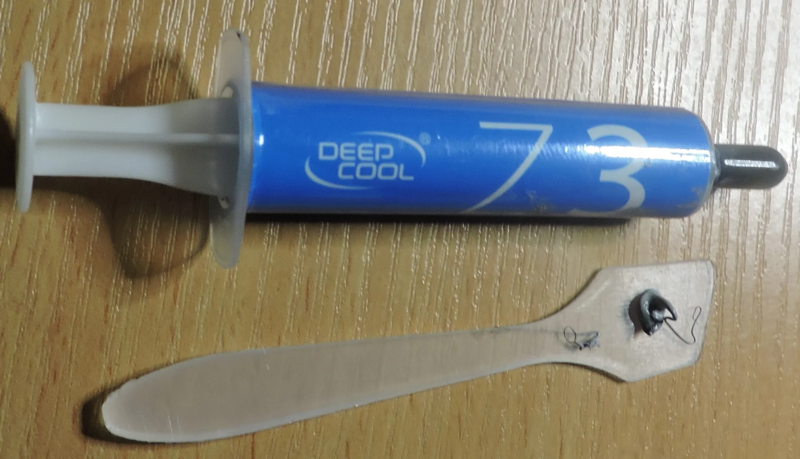
放熱グリス「Z3」

## 評価
価格.comプロダクトアワードの受賞歴は以下の通り。
| 年   | 賞   | 製品                          |
| ---- | ---- | ----------------------------- |
| 2011 | 銀賞 | ICEEDGE 200U                  |
| 2019 | 銅賞 | GAMMAXX GT DP-MCH4-GMX-RGB-GT |
| 2021 | 金賞 | AS500                         |
| 2022 | 金賞 | AK400                         |
| 2023 | 銀賞 | AK400 DIGITAL                 |